# 宋炜臣

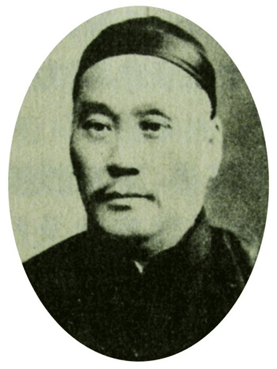
宋炜臣像

宋炜臣（1866年—1926年），字渭润，浙江镇海县人，清朝末年民国初年著名实业家、商人，近代中国火柴工业先驱。他也是武汉近代工业创始人之一，有“汉口头号商人”、“汉镇巨贾”、“湖北公用电业第一人”之称。

## 生平
早年在上海发展，光绪十五年（1889年）在上海协助巨商叶澄衷创办缫丝厂、火柴厂等企业，历任副总经理、总经理。
1896年，携巨资白银二十五万来汉口发展，创办华胜呢绒军装皮件号，结识当地张之洞等官商要人。1897年，投资三十万银元创办汉口燮昌火柴厂，并获得10年专利所有权，初拥有机器38部，雇佣工人多达700人，日产双狮牌火柴150箱，年产火柴超1亿盒，获巨利。汉口燮昌火柴厂也是当时中国最大的火柴厂。宋炜臣并花费重金，捐得候补道官衔，挤入官场。
1906年，宋炜臣联合他人上书张之洞，恳请承办公共水电，筹集得股本三百万银元，发展汉镇既济水电股份公司，分设水电两厂，任总经理，张之洞并附官股三十万元以资提倡。1908年秋，安装3台500千瓦直流发电机投产供电，半年内安装电灯超两万盏，武汉公共照明进入新时代。1909年4月，宋炜臣投资建成宗关水厂，向市民供水，日出水500万加仑。1920年，自来水公司固定资产达一千万元，日供水量达8.6万吨。
宋炜臣在汉口期间，还多方投资，商业活动跨越众多领域。他还投资创办了厦门信用银行、湖北富池口铜煤矿、官池口铜煤矿、竹山五丰铜矿公司、汉口炽昌硝碱制造公司、扬子机器厂、常德德兴房地合资公司等众多企业。
1907年至1913年期间，宋炜臣历任汉口商务总会第一、三、四、五、六届议董。1913年，宋炜臣被选为国会议员 。1914年5月，任北京政府参政院参政。1916年，任汉口总商会会董。

## 逸事
宋炜臣的自来水厂投产供水后，当时市民认为喝了会得病。宋炜臣亲至供水站，拧开水龙头，当众喝下自来水，消除民众疑虑。当时自来水厂的汉口水塔是武汉最早的高层建筑，并用于防范城市火灾。
1911年，辛亥革命起义，清军与起义军在汉口激烈交战，宋炜臣为使企业不毁于战火，多方奔走，特将水厂电厂划出炮线百丈之外， 但工厂仍受到战火破坏，生产陷于瘫痪。为使尽快恢复城市水电供应，宋炜臣不惜以自己价值五十万元的地产向日本正金银行抵押贷款。1913年，日债到期，宋炜臣又多次去北京求得财政部担保以延期偿还债务，公司得以免于落入日商之手。
1916年，由于扩大生产规模地需要，宋炜臣又向日本东亚兴业株式会社借款一百万元，协定分10年还清贷款。宋炜臣巧妙利用第一次世界大战正酣，外汇暴跌的契机，筹措华资购买日币，提前偿还全部债务，之后立即辞退公司内所有日籍工作人员。

## 资料
张之洞:《批职商宋炜臣等禀创办汉口水电公司》，《张之洞全集》第六册